# Frans Hummelman
Frans Hummelman (pseudoniem: Ef Leonard) (Rotterdam, 13 augustus 1924 – Den Bosch, 29 juli 2014) was een Nederlands schrijver van romans en sciencefictionverhalen.

## Biografie
Frans Hummelman werd geboren in 1924. Tijdens de oorlogsjaren (1940-1945) zwierf hij zonder papieren door België, Frankrijk, Spanje en Portugal met de bedoeling Engeland te bereiken. Hij debuteerde in 1971 onder het pseudoniem Ef Leonard met de SF-verhalenbundel Het koninkrijk der kikkeren is nabij. In hetzelfde jaar won hij de eerste prijs voor een SF-verhaal, van een door de NOS en BRT uitgeschreven wedstrijd. In 1973 volgde de verhalenbundel In spin, opnieuw de bocht in. Voordien had hij in de jaren 1950 geprobeerd zijn oorlogservaringen te publiceren, maar de uitgeverijen waren niet geïnteresseerd. Hij schreef korte verhalen die in verschillende verhalenbundels gepubliceerd werden en was hoofdredacteur van vier jeugdbladen. Hummelman vertaalde ook een aantal boeken voor diverse uitgeverijen, waaronder "James en de reuzenperzik" van Roald Dahl. Zijn roman Op lemen voeten uit 1975 flopte en Hummelman kwam na een depressie in de WAO terecht waarna hij zich toelegde op het schilderen. Na een lange stilte verscheen in 1994 een gedichtenbundel getiteld "Het hand verlicht de angst". Hummelman richtte de "Zelfk(r)ant" op, een blad voor daklozen en publiceerde net voor zijn dood de oorlogsroman " De zwangere soldaat". Hummelman overleed in juli 2014 op negentigjarige leeftijd na een slepende ziekte.

### Onder de naam Ef Leonard
- Het koninkrijk der kikkeren is nabij (verhalenbundel, 1971)
- In spin, opnieuw gaat de bocht in (verhalenbundel, 1973)
- Op lemen voeten (1975)
- Het hand verlicht de angst (gedichtenbundel, 1994)
- Doden hebben geen verdriet (verhalenbundel, 2000)

### Onder eigen naam
- De zwangere soldaat (2014)